# Генрих XXII Рейсс
Генрих XXII фон Рейсс-Грейц (нем. Heinrich XXII von Reuß-Greiz; 1846—1902) — князь Рейсский (старшей линии) с 1859 года.

## Биография

### Происхождение и жизнь до совершеннолетия
Второй сын правящего князя Рейсс-Грейцского Генриха XX (1794—1859) и его 2-й жены Каролины Гессен-Гомбургской (1819—1872) — дочери ландграфа Густава. В 1-м браке отца детей не было.
Поскольку его старший брат Генрих XXI умер ещё в 1844 году, то после смерти отца, последовавшей 8 ноября 1859 года, 13-летний Генрих XXII взошёл на престол. Из-за его малолетства регентом (до 21-летия князя) стала его мать. Принцесса Каролина — вдова австрийского офицера и дочь австрийского генерала — была настроена антипрусски. Это привело к тому, что во время Австро-прусско-итальянской войны 1866 года княжество Рейсс-Грейц было оккупировано прусскими войсками. Княгине Каролине пришлось использовать все свои дипломатические таланты, чтобы спасти маленькую монархию. Наконец, ей удалось это сделать, заплатив 100 000 талеров, половину из которых составили её собственные средства.
Лишь после заключения мира с Пруссией (26 сентября 1866 года) страна присоединилась к Северогерманскому союзу.

### Самостоятельное правление
28 марта 1867 года Генрих XXII вступил в управление и обнародовал конституцию. Будучи крайне консервативным, Генрих пытался править абсолютно и делал княжество оплотом ортодоксального лютеранства. На протяжении правления он оставался верен памяти своих родителей и находился в постоянных противоречиях с Пруссией.
Княжество Рейсс-Грейц, имея площадь 316,7 км², было самой маленькой монархией в Германской империи, но не была самой незначительной. Хотя столичный город Грайц (Грейц) — он занимал 191-е место среди городов Империи — не был расположен на каком-то важном торговом пути, он, благодаря текстильным и бумажным мануфактурам, превратился в важный промышленный центр. В 1864 году был создан первый механический ткацкий станок, а на рубеже веков в городе было уже более 1000 ткацких фабрик. Генрих XXII способствовал созданию фабрик, хотя ему пришлось смириться с видом дымоходов, открывавшимся из окон его замка, а протекающая через город река Гресслиц (нем. Gräßlitz; приток Белого Эльстера) превратилась из-за красилен в пёструю и часто вонючую клоаку. В 1886 году в Грейце имелось 66 фабрик с примерно 6000 рабочих, которые переехали в столицу княжества со всей Империи. Условия труда были — как и везде в то время — ужасны. После эпидемии тифа князь лично вмешался, чтобы улучшить ситуацию.

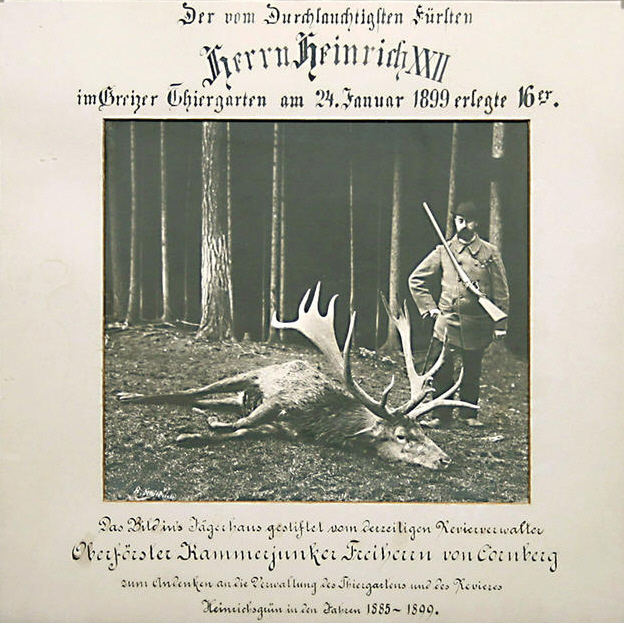
Генрих XXII с убитым им оленем.

Рейсс голосовал против введения в Германской империи гражданских браков, против германского гражданского уложения (BGB) и даже против разработанного Бисмарком Закона против социалистов. За все эти демарши князь Генрих получил прозвище «Генрих Непослушный» (Heinrich der Unartige).
Несмотря на всё это, Генрих XXII был шефом 2-го батальона 96-го пехотного полка германской армии, генералом инфантерии и 3 ноября 1892 года был пожалован орденом Чёрного орла.
Генрих XXII был бережливым человеком, поэтому ему удалось оставить княжество без долгов. Он не организовывал дорогостоящие придворные балы и не создавал придворный театр.
Город Грайц (Грейц) также обязан князю очаровательным английским ландшафтным садом.
Его жена умерла в 1891 году, всего 39-летней — через три недели после рождения их младшей дочери Иды. «Солнце моего земного счастья, — писал он своему бывшему наставнику барону Альберту фон дер Тренку, — закатилось 28 сентября». Генрих воспринял эту смерть как божественный приговор и больше не женился, хотя этим решением он обеспечил конец старшей линии дома Рейсс: его сын Генрих XXIV из-за душевной болезни был  признан ландтагом неспособным к управлению. Об изменении семейного законодательства в пользу правления одной из его дочерей при его правлении не могло быть и речи.
Генрих XXII скончался 19 апреля 1902 года. Ему наследовал его единственный сын Генрих XXIV, однако из-за пережитого в детстве несчастного случая он был неспособен к государственным делам, и регентом княжества стал его ближайший родственник по мужской линии — Генрих XIV  (глава младшей линии дома Рейсс).

## Брак и дети
8 октября 1872 года Генрих женился на Иде Матильде Шаумбург-Липпской. Ида стала носить титул Её Светлость княгиня Рейсс-Грейцская.
- Генрих XXIV, князь Рейсс-Грейцский (1878—1927), последний представитель дома Рейсс старшей линии, женат не был, детей не оставил
- Эмма (1881—1961) ∞ (1903) граф Эрих фон Эренбург (1880—1930), 2 детей:
  - графиня Мария Гермина Кюнигль Эренбург (1904—1981)
  - граф Карл Кюнигл Эренбург (1905-?)
- Мария (1882—1942) ∞ (1904) барон Фердинанд фон Гнагонони (1878—1955)
- Каролина (1884—1905) ∞ (1903) Вильгельм Эрнст (1876—1923), великий герцог Саксен-Веймар-Эйзенахский, брак бездетный
- Гермина (1887—1947) ∞ (1907) принц Иоганн Георг Шёнайх-Каролат (1873—1920); ∞ (1922) Вильгельм II, бывший германский император и король Прусский (1859—1941), 5 детей от первого брака:
  - Ганс Георг Генрих Людвиг Фридрих Герман Фердинанд Шенайх-Каролат (1907—1943)
  - Георг Вильгельм Шенайх-Каролат (1909—1927)
  - Гермина Шёнаих-Каролат (1910—1959)
  - Фердинанд Шенайх-Каролат (1913—1973)
  - Генриетта Гермина Ванда Ида Луиза Шёнаих-Каролат (1918—1972)
- Ида (1891—1977) ∞ (1911) принц Кристофер Мартин III цу Штольберг-Россла (1888—1949), 4 детей;
  - Каролина Кристина цу Штольберг-Россла (1912-?)
  - Генрих Бото цу Штольберг-Россла (1914—1974)
  - Иоганн Мартин цу Штольберг-Россла (1917—1982)
  - Мария Элизабет цу Штольберг-Россла (1921—1975).

## Комментарии
1. ↑  По информации сайта Мирослава Марека[7][8], регент Генрих XIV приходился князю Генриха XXIV 10-юродным дедом: Генрих XIV был 9-юродным братом Генриха XX — деда Генриха XXIV. Их ближайшим общим предком был Генрих XIII Тихий (1464—1535), последний фогт цу Плауэн.